# Церковные ведомости
«Церко́вные ве́домости» — еженедельный журнал Российской империи; официальный орган Святейшего правительствующего синода.
Издавался с 1888 года. В 1901—1916 годах выходило по 52 номера в год тиражом свыше 40 тысяч экземпляров. В 1915—1916 годы «Церковные ведомости» были приложением к газете «Приходский листок».
Редакторами были: протоиереи Пётр Смирнов (1901—1906); Ф. А. Знаменский (1902, 1904, 1906); Вячеслав Самуилов (1905, 1907, 1909—1910); Василий Жмакин (1906—1907). Журнал редактировал также профессор Михаил Остроумов (1907—1916).
Издание было официально-хроникальным. Официальная часть «Церковных ведомостей» содержала правительственные распоряжения и указы, распоряжения Синода, отчёты обер-прокурора, сообщения о всевозможных наградах. Неофициальная часть — «Прибавления к Церковным ведомостям» — имела научно-богословский, духовно-назидательный и миссионерский характер; в них публиковались отрывки из творений Отцов Церкви, проповеди современных журналу пастырей Русской церкви и статьи богословского и церковно-исторического содержания.
В 1888—1905 годах «Церковные ведомости» были официозным церковным изданием с нравственно-назидательным уклоном; его страницы были заполнены заметками о различных событиях церковной жизни, жизни миссий, монастырей, храмов, статьями-проповедями.
В 1905—1914 годах на страницах «Церковных ведомостей» появились общественно-политические статьи, отзывы архиереев, статьи о Церкви и социализме, статьи о проблеме веротерпимости и материалы о деятельности Государственной думы. Внутрицерковная дискуссия, которая велась в церковных кругах в начале XX века, проявлялась в журнале в статьях Дмитрия Дубакина, Д. Тихомирова, С. Троицкого, посвящённых теме образования; Иоанна (Восторгова) — о социализме; в аналитических статьях архиепископа Никанора и архиепископа Макария.
Начиная с 1914 года «Церковные ведомости» стали отражать несогласие с действиями Думы (обсуждение в Думе вероисповедного вопроса, «обмирщение школы» и др.); на страницах журнала появились материалы политической направленности.
Существенно изменившаяся в 1917 году общеполитическая обстановка в стране и оппозиционное положение Церкви по отношению к новой власти обусловили кардинальное изменение содержания журнала. На первый план вышли политическое обозрение, Поместный собор и критика большевизма.
Издание в России прекратилось в 1918 году. Журнал «Церковные ведомости» в 1922 году стал издаваться сперва при Высшем русском церковном управлении заграницей, затем при Временном Архиерейском синоде Русской православной церкви заграницей, а с 1 июня 1923 года — при Архиерейском синоде Русской православной церкви заграницей. С 15 марта 1922 года, когда появился первый номер журнала, и до 1 сентября 1930 года «Церковные ведомости» выходили под редакцией управляющего канцелярией Архиерейского синода Русской православной церкви заграницей Екзакустодиана Махароблидзе.
В СССР в 1931 году начал выходить Журнал Московской Патриархии.